# 2002年の野球
2002年の野球（2002ねんのやきゅう）では、2002年の野球界における動向をまとめる。
日本プロ野球（NPB）の動向については2002年の日本プロ野球を参照。

## 競技結果

### 日本の野球
- 第73回都市対抗野球大会優勝 : いすゞ自動車
- 第29回社会人野球日本選手権大会優勝 : 日本生命
- 第51回全日本大学野球選手権大会優勝 : 亜細亜大学
- 第33回明治神宮野球大会
大学の部優勝 : 亜細亜大学
高校の部優勝 : 中京高等学校（岐阜県）
- 第74回選抜高等学校野球大会優勝 : 報徳学園
- 第84回全国高等学校野球選手権大会優勝 : 明徳義塾高等学校

### メジャーリーグ
- ワールドシリーズ優勝 アナハイム・エンゼルス
- アメリカンリーグ優勝 アナハイム・エンゼルス
- ナショナルリーグ優勝 サンフランシスコ・ジャイアンツ

### 国際大会
- 第15回IBAFインターコンチネンタルカップ優勝：キューバ

## できごと

### 1月
- 1月10日 - オリックス・ブルーウェーブからFAになっていた田口壮がMLBセントルイス・カージナルスに移籍が決定。

### 3月
- 3月25日 - 第74回選抜高等学校野球大会が阪神甲子園球場で開幕。

### 4月
- 4月5日 - 第74回選抜高等学校野球大会の決勝戦が阪神甲子園球場で行われ、報徳学園が鳴門工を8-2で破り、1974年（第46回）以来28年ぶり2回目の優勝。

### 8月
- 8月8日 - 阪神甲子園球場にて第84回全国高等学校野球選手権大会が開幕。
- 8月21日 - 第84回全国高等学校野球選手権大会の決勝戦が阪神甲子園球場で行われ、高知県の明徳義塾が和歌山県の智弁和歌山に7-2で勝利し、初優勝達成。

### 10月
- 10月19日 - サンフランシスコ・ジャイアンツの新庄剛志が日本人選手史上初のワールドシリーズに出場。同シリーズで日本人初安打も打っている。

### 11月
- 11月6日 - 社会人野球シダックスの新監督に前阪神監督の野村克也の就任が発表。

### 12月
- 12月6日 - アトランタ・ブレーブスからFAのトム・グラビンがニューヨーク・メッツへ3年契約で移籍。
- 12月11日 - コロラド・ロッキーズからFAとなっていたトッド・ジールがニューヨーク・ヤンキースと契約。

## 誕生
- 3月25日 - ピート・クロウ＝アームストロング
- 7月17日 - ジョーダン・ロウラー
- 8月6日 - ティンク・ヘンス
- 8月28日 - トラビス・バザナ
- 9月17日 - ジェームズ・ウッド
- 12月12日 - マーセロ・マイヤー

## 死去
- 1月5日 - 広岡知男（*1907年）
- 1月31日 - 内藤幸三（*1916年）
- 6月10日 - 近藤和彦（*1936年）
- 7月4日 - 伊東一雄（*1934年）
- 7月5日 - テッド・ウィリアムズ（*1918年）
- 7月10日 - 松田耕平（*1922年）
- 7月30日 - 岡田正泰（*1931年）
- 8月1日 - 伊藤義博（*1945年）
- 8月23日
  - 武上四郎（*1941年）
  - ホイト・ウィルヘルム（*1923年）
- 10月10日 - 横沢七郎（*1914年）
- 11月23日 - 籠尾良雄（*1934年）
- 11月28日 - 西村正夫（*1912年）
- 12月1日 - デーブ・マクナリー（*1942年）
- 12月9日 - 千葉茂（*1919年）
- 12月15日 - ディック・スチュアート（*1932年）
- 12月16日 - 西大立目永（*1936年）
- 12月17日 - 磯田憲一（*1924年）